# Europeiska idrottsmästerskapen 2022
Europeiska idrottsmästerskapen 2022 var den andra upplagan av de Europeiska idrottsmästerskapen och hölls i München i Tyskland den 11–21 augusti 2022.

## Sporter och mästerskap
Europamästerskapen i friidrott
 Europamästerskapen i beachvolleyboll
 Europamästerskapen i kanotsprint
 Cykling
 Europamästerskapen i bancykling
 Europamästerskapen i BMX
 Europamästerskapen i mountainbike
 Europamästerskapen i landsvägscykling
 Europamästerskapen i artistisk gymnastik
 Europamästerskapen i triathlon
 Europamästerskapen i rodd
 Europamästerskapen i sportklättring
 Europamästerskapen i bordtennis

## Deltagande nationer
Uppdaterad 11 augusti 2022
Europeiska idrottsmästerskapen är öppen för de europeiska specialidrottsförbundens medlemsländer. Vissa länder ligger geografiskt i eller till dels i Asien, men med en del i Europa, men i idrottssammanhang brukar dessa länder ses som europeiska och är medlemmar de europeiska specialidrottsförbunden. 

- Albanien
- Andorra
- Armenien
- Azerbajdzjan
- Belgien
- Bosnien och Hercegovina
- Bulgarien
- Cypern
- Danmark
- Estland
- Finland
- Frankrike
- Georgien
- Grekland
- Grönland
- Irland
- Island
- Israel
- Italien
- Kosovo
- Kroatien
- Lettland
- Litauen
- Luxemburg
- Malta
- Moldavien
- Monaco
- Montenegro
- Nederländerna
- Nordmakedonien
- Norge
- Polen
- Portugal
- Rumänien
- San Marino
- Schweiz
- Serbien
- Slovakien
- Slovenien
- Spanien
- Storbritannien
- Sverige
- Tjeckien
- Turkiet
- Tyskland
- Ukraina
- Ungern
- Österrike